# Friedrich Ludwig Aemilius Abel
Friedrich Ludwig Aemilius Abel (* 30. Juli 1770 in Ludwigslust; † 1842 ebenda) war ein deutscher Geiger.

## Leben

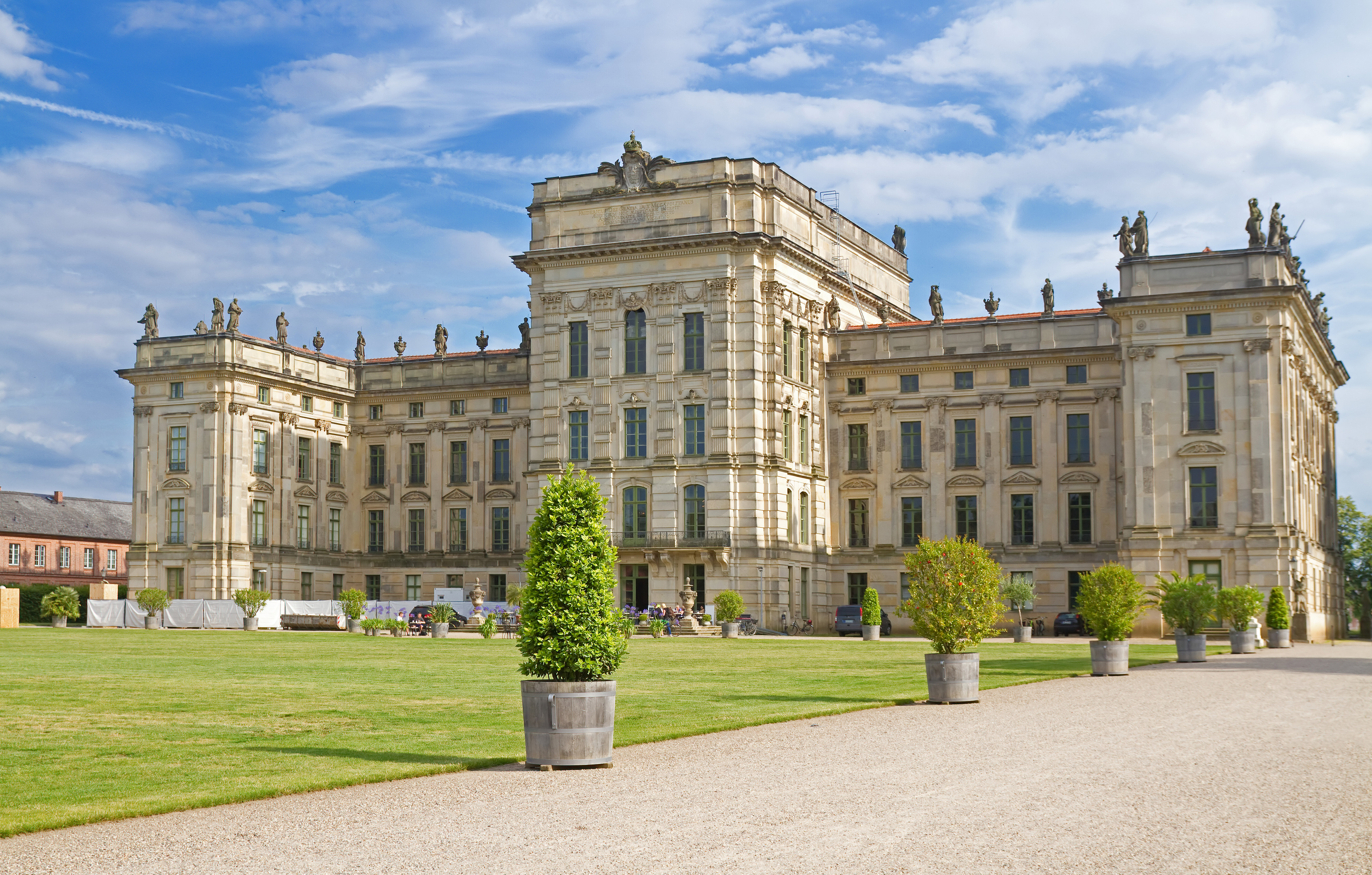
Schloss Ludwigslust

Friedrich Ludwig Aemilius Abels Vater war der Geiger Leopold August Abel, der zur Zeit seiner Geburt Erster Geiger der Mecklenburg-Schwerinschen Hofkapelle in Ludwigslust war. Christian Ferdinand Abel war sein Groß- und Clamor Heinrich Abel sein Urgroßvater. Er war der Neffe der Maler Ernst August Abel und Ernst Heinrich Abel und des Gambisten und Komponisten Carl Friedrich Abel. Seine ungefähr zwanzig Jahre älteren Brüder waren der Geiger August Christian Andreas Abel und der Maler Wilhelm Anton Christian Carl Abel, die beide um 1770 zweite Geige in der Hofkapelle spielten. Wie seine beiden Brüder wurde Friedrich Ludwig Aemilius Abel von seinem Vater zum Violinisten ausgebildet. Er selbst wurde später ebenso Geiger der Ludwigsluster Hofkapelle, wo er bis zu seinem Tod lebte. Die Söhne seines Bruders  August Christian Andreas Friedrich Ludwig Abel und Johann Leopold Abel waren seine Neffen.

## Werke (Auswahl)
- Die 2 Octav-Gänge, Kontrapunktstudien RISM ID: 1001053123
- Allegretto für Violine solo RISM ID: 1001070492
- Allegretto für Violine solo RISM ID: 1001070493
- Exercitium concenti ordinario RISM ID: 1001054494
- Praeludium RISM ID: 1001054498
- Preludium | pro Organo per F. Abel RISM ID: 1001054491
- Hymnus RISM ID: 1001053452